# Campotosto
Campotosto är en ort och kommun i provinsen L'Aquila i regionen Abruzzo i Italien. Kommunen hade 489 invånare (2018).